# Alfabeto birmano

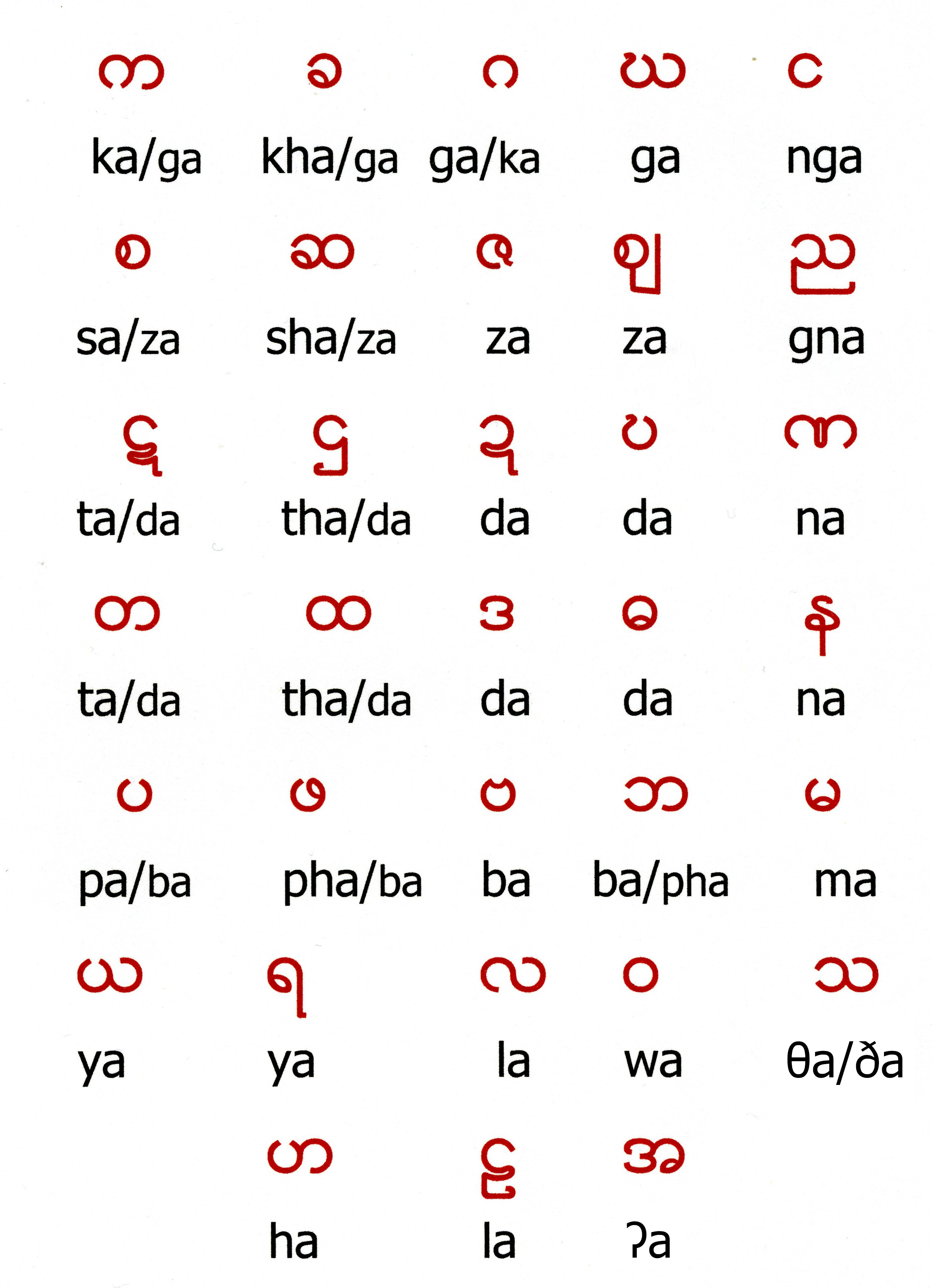
Consonanti dell'alfabeto birmano

L'alfabeto birmano  ((MY) မြန်မာအက္ခရာ, pronuncia: mjəmà ʔɛʔkʰəjà) è il sistema di scrittura abugida usato per scrivere la lingua birmana, parlata in Birmania da 21 milioni persone, e le lingue karen e mon, entrambe parlate in Birmania e Thailandia con un numero di locutori di 4.200.000 persone.
L'alfabeto birmano affonda le sue origini nella scrittura brahmi, la stessa scrittura che ha dato origine agli alfabeti dell'India e ad altri alfabeti dell'Indocina, come quello tailandese. In particolare deriva probabilmente o dall'alfabeto kadamba o dall'alfabeto pallava dell'India meridionale, e attraverso la scrittura mon antica o la scrittura pyu. L'alfabeto birmano è anche usato per le lingue liturgiche di pali e sanscrito.
In tempi recenti, altri alfabeti correlati quali l'alfabeto shan e il mon moderno sono stati ristrutturati secondo gli standard dell'alfabeto birmano attualmente in uso.
Il birmano è scritto da sinistra a destra e non usa solitamente spazi tra le parole, sebbene scritture moderne contengano spazi dopo ciascuna frase per migliorare la leggibilità.
La più antica testimonianza dell'uso dell'alfabeto birmano risale all'anno 1035, sebbene un calco fatto nel XVIII secolo di un'antica iscrizione su pietra risalirebbe addirittura al 984. Il birmano da un punto di vista ortografico segue una forma quadra, mentre la forma in corsivo si diffuse a partire dal XVII secolo quando la diffusione della scrittura portò a un uso più ampio delle foglie di palma e della carta piegata nota come il parabaik. L'inconveniente era che una penna solitamente rompeva le foglie quando si tracciavano delle linee dritte. L'alfabeto ha subito notevoli cambiamenti per adattarsi alla fonologia in evoluzione della lingua birmana.
Ci sono vari tipi di trascrizione dell'alfabeto birmano in alfabeto latino; in quest'articolo viene usato il sistema di trascrizione MLC.

## L'alfabeto
L'alfabeto ha 45 lettere in totale; 34 consonanti e 21 vocali (di cui 7 vocali principali, con forme diverse per i tre toni). Ci sono anche forme diverse per scrivere vocali nelle parole prese dal sanscrito o dal pali, e forme diverse per certe vocali che, quando sono scritte dopo certe consonanti, possono risultare in ambiguità. Tutte le lettere dell'alfabeto hanno forme rotonde perché venne creato per essere scritto sulle foglie di palma, ed esisteva la necessità di evitare lettere con lunghe linee orizzontali o verticali, che avrebbero tagliato la foglia.

### Storia
L'alfabeto birmano è un adattamento della scrittura mon antica oppure della scrittura pyu, e deriverebbe indirettamente dall'alfabeto kadamba oppure dall'alfabeto pallava, entrambi usati nell'India meridionale.

### Gruppi
Come per altre scritture brahmi, l'alfabeto birmano è organizzato in gruppi chiamati wek ((MY)  ဝဂ်, derivato dal pali vagga), composti da cinque lettere. Vi sono tanti gruppi quante le consonanti occlusive . All'interno di ciascun gruppo, la prima lettera è tenue, la seconda è un'omologa aspirata, le terza e quarta sono omologhe sonore, e la quinta è un'omologa nasale. Quanto appena detto vale per le prime 25 lettere dell'alfabeto birmano, che sono chiamate insieme wek byi ((MY)  ဝဂ်ဗျည်း, derivato dal pali vagga byañjana). Le rimanenti otto lettere (⟨ယ⟩, ⟨ရ⟩, ⟨လ⟩, ⟨ဝ⟩, ⟨သ⟩, ⟨ဟ⟩, ⟨ဠ⟩, ⟨အ⟩) sono raggruppate insieme come a wek ((MY)  အဝဂ်) che alla lettera significa "senza gruppo", poiché non sono organizzate in nessuno schema specifico.

### Caratteri
In fonologia, il cosiddetto attacco sillabico è la consonante o gruppo di consonanti che precede la vocale (in termini tecnici, il "nucleo") di una sillaba. La scrittura birmana è composta da 33 caratteri per indicare la consonante iniziale di una sillaba e quattro diacritici per indicare ulteriori consonanti iniziali. Analogamente a quanto accade negli altri alfabeti abugidi, compresi quelli appartenenti derivati dalla scrittura brahmi, nella scrittura birmana le vocali sono indicate da segni diacritici, e sono posti sopra, sotto, prima o dopo il carattere consonantico. Un carattere consonantico senza vocale diacritica ha la vocale intrinseca [a̰] (spesso ridotta a [ə] quando è seguita da un'altra sillaba segue nella stessa parola).
La seguente tabella fornisce il carattere, l'attacco sillabico della sillaba in IPA e il nome del carattere in birmano (che può essere un nome descrittivo o solo il suono della lettera), disposti nell'ordine tradizionale:
| Nome del gruppo          | Gruppi di consonanti     | Gruppi di consonanti     | Gruppi di consonanti    | Gruppi di consonanti    | Gruppi di consonanti    | Gruppi di consonanti    | Gruppi di consonanti    | Gruppi di consonanti    | Gruppi di consonanti | Gruppi di consonanti |
| Nome del gruppo          | Non aspirata (သိထိလ)       | Non aspirata (သိထိလ)       | Aspirata (ဓနိတ)          | Aspirata (ဓနိတ)          | Sonora (လဟု)             | Sonora (လဟု)             | Sonora (လဟု)             | Sonora (လဟု)             | Nasale (နိဂ္ဂဟိတ)       | Nasale (နိဂ္ဂဟိတ)       |
| ------------------------ | ------------------------ | ------------------------ | ----------------------- | ----------------------- | ----------------------- | ----------------------- | ----------------------- | ----------------------- | -------------------- | -------------------- |
| Velari (ကဏ္ဍဇ) ကဝဂ်        | က                        | /k/                      | ခ                       | /kʰ/                    | ဂ                       | /ɡ/                     | ဃ                       | /ɡˀ/                    | င                    | /ŋ/                  |
| Velari (ကဏ္ဍဇ) ကဝဂ်        | ကကြီး [ka̰ dʑí]              | ကကြီး [ka̰ dʑí]              | ခကွေး [kʰa̰ ɡwé]            | ခကွေး [kʰa̰ ɡwé]            | ဂငယ် [ɡa̰ ŋɛ̀]             | ဂငယ် [ɡa̰ ŋɛ̀]             | ဃကြီး [ɡˀa̰ dʑí]            | ဃကြီး [ɡˀa̰ dʑí]            | င [ŋa̰]               | င [ŋa̰]               |
| Palatali (တာလုဇ) စဝဂ်       | စ                        | /s/                      | ဆ                       | /sʰ/                    | ဇ                       | /z/                     | ဈ                       | /zˀ/                    | ဉ / ည                | /ɲ/                  |
| Palatali (တာလုဇ) စဝဂ်       | စလုံး [sa̰ lóʊN]             | စလုံး [sa̰ lóʊN]             | ဆလိမ် [sʰa̰ lèɪN]          | ဆလိမ် [sʰa̰ lèɪN]          | ဇကွဲ [za̰ ɡwɛ́]             | ဇကွဲ [za̰ ɡwɛ́]             | ဈမျဉ်းဆွဲ [zˀa̰ mjɪ̀N zwɛ́]     | ဈမျဉ်းဆွဲ [zˀa̰ mjɪ̀N zwɛ́]     | ညကလေး/ ညကြီး [ɲa̰ dʑí]     | ညကလေး/ ညကြီး [ɲa̰ dʑí]     |
| Alveolari (မုဒ္ဓဇ) ဋဝဂ်     | ဋ                        | /t/                      | ဌ                       | /tʰ/                    | ဍ                       | /d/                     | ဎ                       | /dˀ/                    | ဏ                    | /n/                  |
| Alveolari (မုဒ္ဓဇ) ဋဝဂ်     | ဋသန်လျင်းချိတ် [ta̰ təlɪ́N dʑeɪʔ] | ဋသန်လျင်းချိတ် [ta̰ təlɪ́N dʑeɪʔ] | ဌဝမ်းဘဲ [tʰa̰ wʊ́N bɛ́]       | ဌဝမ်းဘဲ [tʰa̰ wʊ́N bɛ́]       | ဍရင်ကောက် [da̰ jɪ̀N ɡaʊʔ]     | ဍရင်ကောက် [da̰ jɪ̀N ɡaʊʔ]     | ဎရေမှုတ် [dˀa̰ jè m̥oʊʔ]      | ဎရေမှုတ် [dˀa̰ jè m̥oʊʔ]      | ဏကြီး [na̰ dʑí]          | ဏကြီး [na̰ dʑí]          |
| Dentali (ဒန္တဇ) တဝဂ်       | တ                        | /t/                      | ထ                       | /tʰ/                    | ဒ                       | /d/                     | ဓ                       | /dˀ/                    | န                    | /n/                  |
| Dentali (ဒန္တဇ) တဝဂ်       | တဝမ်းပူ [ta̰ wʊ́N bù]         | တဝမ်းပူ [ta̰ wʊ́N bù]         | ထဆင်ထူး [tʰa̰ sʰɪ̀N dú]      | ထဆင်ထူး [tʰa̰ sʰɪ̀N dú]      | ဒထွေး [da̰ dwé]             | ဒထွေး [da̰ dwé]             | ဓအောက်ခြိုက် [dˀa̰ ʔaʊʔ tɕʰaɪʔ] | ဓအောက်ခြိုက် [dˀa̰ ʔaʊʔ tɕʰaɪʔ] | နငယ် [na̰ ŋɛ̀]          | နငယ် [na̰ ŋɛ̀]          |
| Labiali (ဩဌဇ) ပဝဂ်        | ပ                        | /p/                      | ဖ                       | /pʰ/                    | ဗ                       | /b/                     | ဘ                       | /bˀ/                    | မ                    | /m/                  |
| Labiali (ဩဌဇ) ပဝဂ်        | ပစောက် ([pa̰ zaʊʔ])          | ပစောက် ([pa̰ zaʊʔ])          | ဖဦးထုပ် ([pʰa̰ ʔóʊʔ tʰoʊʔ]) | ဖဦးထုပ် ([pʰa̰ ʔóʊʔ tʰoʊʔ]) | ဗထက်ခြိုက်‌ ([ba̰ lɛʔ tɕʰaɪʔ]) | ဗထက်ခြိုက်‌ ([ba̰ lɛʔ tɕʰaɪʔ]) | ဘကုန်း ([bˀa̰ ɡóʊN])        | ဘကုန်း ([bˀa̰ ɡóʊN])        | မ [ma̰]               | မ [ma̰]               |
| Consonanti di vario tipo |                          |                          |                         |                         |                         |                         |                         |                         |                      |                      |
| Non raggruppate (အဝဂ်)    | ယ                        | /j/                      | ရ                       | /j/                     | လ                       | /l/                     | ဝ                       | /w/                     | သ                    | /θ/                  |
| Non raggruppate (အဝဂ်)    | ယပက်လက် [ja̰ pɛʔ lɛʔ]       | ယပက်လက် [ja̰ pɛʔ lɛʔ]       | ရကောက်‌ [ja̰ ɡaʊʔ]           | ရကောက်‌ [ja̰ ɡaʊʔ]           | လငယ် [la̰ ŋɛ̀]             | လငယ် [la̰ ŋɛ̀]             | ဝ‌ [wa̰]                  | ဝ‌ [wa̰]                  | သ‌ [θa̰]               | သ‌ [θa̰]               |
| Non raggruppate (အဝဂ်)    |                          |                          | ဟ                       | /h/                     | ဠ                       | /l/                     | အ                       | /ʔ/                     |                      |                      |
| Non raggruppate (အဝဂ်)    | ဟ‌ [ha̰]                   | ဟ‌ [ha̰]                   | ဠကြီး [la̰ dʑí]             | ဠကြီး [la̰ dʑí]             | အ [ʔa̰]                  | အ [ʔa̰]                  |                         |                         |                      |                      |
| Vocali indipendenti      |                          |                          |                         |                         |                         |                         |                         |                         |                      |                      |
|                          | ဣ                        | /ʔḭ/                     | ဤ                       | /ʔì/                    | ဥ                       | /ʔṵ/                    | ဦ                       | /ʔù/                    |                      |                      |
| ဧ                        | /ʔè/                     | ဩ                        | /ʔɔ́/                    | ဪ                       | /ʔɔ̀/                    |                         |                         |                         |                      |                      |

- ဃ, ဈ, ဋ, ဌ, ဍ, ဎ, ဏ, ဓ, ဘ e ဠ sono usate principalmente in parole derivate dal pali.
- ၐ e ၑ sono usati esclusivamente in parole sanscrite, essendo state sostituite da သ nel pali.
- ည ha una forma alternativa ဉ, usata con la vocale diacritica ာ come attacco sillabico oppure singolarmente come finale.
- Riguardo alla pronuncia, i corrispondenti caratteri di dentali e alveolari sono foneticamente equivalenti.
- ရ è spesso pronunciato ɹ in parole di origine pali oppure straniera.
- အ è ufficialmente trattata come una consonante nell'alfabeto birmano, sebbene rappresenti un'occlusiva glottidale iniziale in sillabe con nessun'altra consonante.

I caratteri consonantici possono essere modificati attraverso uno o più diacritici mediani (tre al massimo), indicanti una consonante aggiuntiva prima della vocale. Questi diacritici sono:
- Ya pin (ယပင့်) - scritto ျ (MLCTS -y-, indica /j/ mediana oppure la palatalizzazione di una consonante velare)
- Ya yit (ရရစ်) - scritto ြ (MLCTS -r-, indica /j/ mediana oppure la palatalizzazione di una consonante velare)
- Wa hswe (ဝဆွဲ) - scritto ွ (MLCTS -w-, solitamente indica la /w/ mediana
- Ha hto (ဟထိုး) - ှ (MLCTS h-, indica che una sonante è sorda)

Alcuni dialetti birmani usano un diacritico aggiuntivo a indicare una /l/ mediana che si è trasformata in /j/ in birmano standard:
- La hswe (လဆွဲ) - scritto ္လ (MLCTS -l, indica /l/ mediana)

Tutte le combinazioni possibili dei diacritici sono riportate nella seguente tabella:
| Base     | Carattere | IPA  | MLCTS | Note |
| -------- | --------- | ---- | ----- | --- |
| ျ ya pin  | မျ         | [mj] | my    | In generale usato solo su consonanti bilabiali e velari (က ခ ဂ ဃ င ပ ဖ ဗ မ လ သ). Palatalizza le consonanti velari: ကျ (ky), ချ (hky), ဂျ (gy) sono pronunciate rispettivamente [tɕ], [tɕʰ], [dʑ]. |
| ျ ya pin  | မျှ         | [m̥j] | hmy   | သျှ (hsy) e လျှ (hly) sono pronunciati [ʃ]. |
| ျ ya pin  | မျွ         | [mw] | myw   | |
| ျ ya pin  | မျွှ         | [m̥w] | hmyw  | |
| ြ ya yit  | မြ         | [mj] | mr    | In generale usato solo su consonanti bilabiali e velari (က ခ ဂ ဃ င ပ ဖ ဗ မ). (mentre nelle parole derivate dal pali e dal sanscrito, può essere usato anche su altre consonanti, ad esempio ဣန္ဒြေ ) Palatalizza consonanti velari: ကြ (kr), ခြ (hkr), ဂြ (gr), ငြ (ngr) sono pronunciati rispettivamente [tɕ], [tɕʰ], [dʑ], [ɲ]. |
| ြ ya yit  | မြှ         | [m̥j] | hmr   | |
| ြ ya yit  | မြွ         | [mw] | mrw   | |
| ြ ya yit  | မြွှ         | [m̥w] | hmrw  | |
| ွ wa hswe | မွ         | [mw] | mw    | |
| ွ wa hswe | မွှ         | [m̥w] | hmw   | |
| ှ ha hto  | မှ         | [m̥]  | hm    | Usato solo in ငှ (hng) [ŋ̊], ညှ/ဉှ (hny) [ɲ̥], နှ (hn) [n̥], မှ (hm) [m̥], လှ (hl) [ɬ], ဝှ (hw) [ʍ]. ယှ (hy) e ရှ (hr) sono pronunciati [ʃ]. |

## Rime sillabiche
Le rime sillabiche (cioè le vocali seguite da una o più consonanti all'interno della stessa sillaba) sono indicate in birmano da una combinazione di diacritici e caratteri consonantici marcati con il diacritico virama ် che sopprime la vocale intrinseca del carattere consonantico. Questo marchio è chiamata asat in birmano (အသတ်, MLCTS: a.sat, [ʔa̰θaʔ]), che significa "non esistenza" (derivato da sat, sanscrito).
| Simbolo | IPA              | MLCTS  | Note |
| ------- | ---------------- | ------ | --- |
| က       | [ka̰], [kə]       | ka.    | [a̰] è la vocale intrinseca e non è indicata da nessun diacritico. In teoria, quasi ogni sillaba che non sia sillaba finale di una parola può essere pronunciata con la vocale [ə] (con nessun tono e nessun suono [-ʔ] o [-N] alla fine della sillaba) come rima. Nella pratica, il singolo carattere consonantico da solo è il modo più comune di scrivere sillabe la cui rima è [ə]. |
| ကာ       | [kà]             | ka     | Assume la forma alternativa ါ con certe consonanti, ad esempio ဂါ ga [ɡà]. |
| ကား       | [ká]             | ka:    | Assume la forma alternativa ါး con alcune consonanti, ad esempio ဂါး ga: [ɡá]. |
| ကက်      | [kɛʔ]            | kak    | |
| ကင်      | [kɪ̀N]            | kang   | |
| ကင့်      | [kɪ̰N]            | kang.  | |
| ကင်း      | [kɪ́N]            | kang:  | |
| ကစ်      | [kɪʔ]            | kac    | |
| ကည်      | [kì], [kè], [kɛ̀] | kany   | |
| ကဉ်      | [kɪ̀N]            | kany   | |
| ကည့်      | [kḭ], [kḛ], [kɛ̰] | kany.  | |
| ကဉ့်      | [kɪ̰N]            | kany.  | |
| ကည်း      | [kí], [ké], [kɛ́] | kany:  | |
| ကဉ်း      | [kɪ́N]            | kany:  | |
| ကတ်      | [kaʔ]            | kat    | |
| ကန်      | [kàN]            | kan    | |
| ကန့်      | [ka̰N]            | kan.   | |
| ကန်း      | [káN]            | kan:   | |
| ကပ်      | [kaʔ]            | kap    | |
| ကမ်      | [kàN]            | kam    | |
| ကမ့်      | [ka̰N]            | kam.   | |
| ကမ်း      | [káN]            | kam:   | |
| ကယ်      | [kɛ̀]             | kai    | |
| ကံ       | [kàN]            | kam    | |
| ကံ့       | [ka̰N]            | kam.   | |
| ကံး       | [káN]            | kam:   | |
| ကိ       | [kḭ]             | ki.    | Quando la vocale è aperta, [ʔḭ] è rappresentata da ဣ. |
| ကိတ်      | [keɪʔ]           | kit    | |
| ကိန်      | [kèɪN]           | kin    | |
| ကိန့်      | [kḛɪN]           | kin.   | |
| ကိန်း      | [kéɪN]           | kin:   | |
| ကိပ်      | [keɪʔ]           | kip    | |
| ကိမ်      | [kèɪN]           | kim    | |
| ကိမ့်      | [kḛɪN]           | kim.   | |
| ကိမ်း      | [kéɪN]           | kim:   | |
| ကိံ       | [kèɪN]           | kim    | |
| ကိံ့       | [kḛɪN]           | kim.   | |
| ကိံး       | [kéɪN]           | kim:   | |
| ကီ       | [kì]             | ki     | Quando la vocale è aperta, [ʔì] è rappresentata da ဤ. |
| ကီး       | [kí]             | ki:    | |
| ကု       | [kṵ]             | ku.    | Quando la vocale è aperta, [ʔṵ] è rappresentata da ဥ. |
| ကုတ်      | [koʊʔ]           | kut    | |
| ကုန်      | [kòʊN]           | kun    | |
| ကုန့်      | [ko̰ʊN]           | kun.   | |
| ကုန်း      | [kóʊN]           | kun:   | |
| ကုပ်      | [koʊʔ]           | kup    | |
| ကုမ်      | [kòʊN]           | kum    | |
| ကုမ့်      | [ko̰ʊN]           | kum.   | |
| ကုမ်း      | [kóʊN]           | kum:   | |
| ကုံ       | [kòʊN]           | kum    | |
| ကုံ့       | [ko̰ʊN]           | kum.   | |
| ကုံး       | [kóʊN]           | kum:   | |
| ကူ       | [kù]             | ku     | Quando la vocale è aperta, [ʔù] è rappresentata da ဦ. |
| ကူး       | [kú]             | ku:    | Quando la vocale è aperta, [ʔú] è rappresentata da ဦး. |
| ကေ       | [kè]             | ke     | Quando la vocale è aperta, [ʔè] è rappresentata da ဧ. |
| ကေ့       | [kḛ]             | ke.    | |
| ကေး       | [ké]             | ke:    | Quando la vocale è aperta, [ʔé] è rappresentata da ဧး. |
| ကဲ       | [kɛ́]             | kai:   | |
| ကဲ့       | [kɛ̰]             | kai.   | |
| ကော       | [kɔ́]             | kau:   | Takes an alternative long form with certain consonants, e.g. ဂေါ gau: [ɡɔ́]. As an open vowel, [ʔɔ́] is represented by ဩ. |
| ကောက်      | [kaʊʔ]           | kauk   | Assume una forma alternativa lunga con certune consonanti, quali ad esempio: ဂေါက် gauk [ɡaʊʔ]. |
| ကောင်      | [kàʊN]           | kaung  | Assume una forma alternativa lunga con certune consonanti, quali ad esempio: ဂေါင် gaung [ɡàʊN]. |
| ကောင့်      | [ka̰ʊN]           | kaung. | Assume una forma alternativa lunga con certune consonanti, quali ad esempio: ဂေါင့် gaung. [ɡa̰ʊN]. |
| ကောင်း      | [káʊN]           | kaung: | Assume una forma alternativa lunga con certune consonanti, quali ad esempio: ဂေါင်း gaung: [ɡáʊN]. |
| ကော့       | [kɔ̰]             | kau.   | Assume una forma alternativa lunga con certune consonanti, quali ad esempio: ဂေါ့ gau. [ɡɔ̰]. |
| ကော်       | [kɔ̀]             | kau    | Assume una forma alternativa lunga con certune consonanti, quali ad esempio:. ဂေါ် gau [ɡɔ̀]. Come vocale aperta, [ʔɔ̀] è rappresentata da ဪ. |
| ကို       | [kò]             | kui    | |
| ကိုက်      | [kaɪʔ]           | kuik   | |
| ကိုင်      | [kàɪN]           | kuing  | |
| ကိုင့်      | [ka̰ɪN]           | kuing. | |
| ကိုင်း      | [káɪN]           | kuing: | |
| ကို့       | [ko̰]             | kui.   | |
| ကိုး       | [kó]             | kui:   | |
| ကွတ်      | [kʊʔ]            | kwat   | |
| ကွန်      | [kʊ̀N]            | kwan   | |
| ကွန့်      | [kʊ̰N]            | kwan.  | |
| ကွန်း      | [kʊ́N]            | kwan:  | |
| ကွပ်      | [kʊʔ]            | kwap   | |
| ကွမ်      | [kʊ̀N]            | kwam   | |
| ကွမ့်      | [kʊ̰N]            | kwam.  | |
| ကွမ်း      | [kʊ́N]            | kwam:  | |

1. 1 2 3 4 5 6 7 8 9  I caratteri consonanici che prendono la forma ါ sono ခ, ဂ, င, ဒ, ပ, e ဝ

## Diacritici e simboli
| Symbol | Nome birmano    | Note |
| ------ | --------------- | --- |
| ်       | အသတ်, တံခွန်        | Virama; Combinato nella forma ော်, cambia la vocale intrinseca in /ɔ̰ ɔ̀ ɔ́/ rispettivamente. Crea una consonante finale quando usato con က င စ ည (ဉ) ဏ တ န ပ မ ယ ဝ.                                                                |
| င်္      | ကင်းစီး             | Versione in miniatura soprascritta di င်; equivalente da un punto di vista fonetico alla finale nasalizzata င် ([ìN]). Lo si ritrova in parole derivate dal pali e dal sanscrito (ad esempio, "martedì" scritto အင်္ဂါ e non အင်ဂါ). |
| ့       | အောက်မြစ်            | Anusvara, crea un "tono stridulo", ma è usato solo con una consonante finale (le vocali aperte hanno un tono stridulo intrinseco).                                                                                            |
| ာ       | ရေးချ, မောက်ချ, ဝိုက်ချ    | Crea un tono basso; chiamato ဝိုက်ချ se usato con ခ ဂ င ဒ ပ ဝ. Combinato nella forma ော့ ော် ော, cambia la vocale intrinseca in /ɔ̰ ɔ̀ ɔ́/ rispettivamente.                                                                                  |
| ◌း      | ဝစ္စပေါက်, ရှေ့ကပေါက်, ရှေ့ဆီး | Visarga; crea un tono alto, ma non può essere usato da solo. |
| ေ       | သဝေထိုး             | Cambia la vocali intrinseca in /e/. Combinato nella forma ော့ ော် ော, cambia la vocale intrinseca in /ɔ̰ ɔ̀ ɔ́/ rispettivamente. |
| ဲ       | နောက်ပစ်            | Cambia la vocale intrinseca in /ɛ/ e crea un tono alto. |
| ု       | တစ်ချောင်းငင်          | did cho ngin, cambia la vocale intrinseca in /u/ e crea un tono stridulo. Combinato nella forma ို, cambia la vocale intrinseca in /o/.                                                                                         |
| ူ       | နှစ်ချောင်းငင်          | Cambia la vocale intrinseca in /u/. |
| ိ       | လုံးကြီးတင်            | Lung ji din, cambia la vocale intrinseca in /i/ e crea tono stridulo. Combinato nella forma ို, cambia la vocale intrinseca in /o/.                                                                                             |
| ီ       | လုံးကြီးတင်ဆန်ခတ်        | Cambia la vocale intrinseca in /i/. |
| ွဲ       | အဆွဲအငင်           | Cambia la vocale intrinseca in /ɛ/ e aggiunge /-w-/ in posizione mediana. |
| ံ       | သေးသေးတင်            | Anunasika, crea una /-n/ nasalizzata finale Combinato nella forma ုံ့ ုံ ုံး, cambia la rima in /o̰ʊN òʊN óʊN/. |
| ၖ       |                 | Usato esclusivamente for il sanscrito r̥. |
| ၗ       |                 | Usato esclusivamente per il sanscrito r̥̄. |
| ါ       | မောက်ချ             | "A alta", usato per indicare "ာ" in alcuni caratteri per evitare confusione con က, တ, ဘ, ဟ, အ. |
| ေါ်       |                 | Usato per indicare "ော်" in alcuni caratteri per evitare confusione con က, တ, ဘ, ဟ, အ. |

Uno o più di questi accenti può essere aggiunto a una consonante per cambiare il suo suono. In aggiunta, altri simboli sono usati per differenziare tono e suono, ma non sono considerati diacritici.

### Storia
Il la hswe (လဆွဲ) era usato nel birmano antico tra i periodi Bagan e Innwa (dal XII al XVI secolo), e poteva essere combinato con altri diacritici (ya pin, ha hto e wa hswe) a formare ္လျ ္လွ ္လှ. Allo stesso modo, fino al periodo Innwa, lo ya pin era anche combinato con lo ya yit. Dall'inizio del periodo Bagan fino al XIX secolo, ဝ် era usato al posto di ော် per le rime in /ɔ̀/ La scrittura birmana dei primi anni usava anche ဟ်, ma non usava ancora il simbolo di tono alto  း, che apparve nel XVI secolo. Inoltre,  အ်, che scomparve nel XVI secolo, venne sottoscritto (divenendo così un diacritico) per rappresentare il "tono stridulo" (ora indicato con il diacritico  ့). Agli inizi del periodo Bagan, la rima /ɛ́/ (ora rappresentata con il diacritico  ဲ) era rappresentato con  ါယ်). La combinazione di diacritici  ိုဝ် scomparve all'incirca nel 1755 (tipicamente definito birmano medio), essendo stato sostituito con la combinazione  ို, introdotta nel 1638. I simboli per i toni che si ritrovano oggi nel birmano moderno risalirebbero al XIX secolo.

### Consonanti aggregate
Alcune sequenze di consonanti sono scritte una sull'altra, cioè sono "aggregate". Avere due consonanti aggregate significa che nessuna vocale viene pronunciata tra queste, come per esempio m-bh in ကမ္ဘာ kambha "world".  Ciò equivale a utilizzare un diacritico virama ် sul primo carattere consonantico (in questo caso la "m"); se "m" e "bh" non fossero aggregate, la vocale intrinseca "a" si presumerebbe presente (*ကမဘာ kamabha). Le consonanti aggregate sono sempre omorganiche (cioè pronunciate nello stesso posto della bocca), il che è anche indicato dal tradizionale raggruppamento dell'alfabeto birmano in righe di cinque caratteri chiamate ဝဂ်. I caratteri consonantici che non si trovano in una delle righe che iniziano con "k", "c", "t", or "p" possono essere solo geminati, cioè aggregati a se stessi.
Quando aggregati, i primi caratteri consonantici (la finale della sillaba precedente, in questo caso "m") sono scritti normalmente, mentre il secondo carattere consonantico (l'attacco sillabico della sillaba successiva, in questo caso "bh") viene sottoscritto.
| Gruppo  | Combinazioni possibili             | Trascrizione                           | Esempi                                                                   |
| ------- | ---------------------------------- | -------------------------------------- | ------------------------------------------------------------------------ |
| K       | က္က, က္ခ, ဂ္ဂ, ဂ္ဃ                     | kk, kkh, gg, ggh [anche ng?]           | dukkha (ဒုက္ခ‌), che significa "sofferenza".                                |
| C       | စ္စ, စ္ဆ, ဇ္ဇ, ဇ္ဈ, ဉ္စ, ဉ္ဆ, ဉ္ဇ, ဉ္ဈ     | cc, cch, jj, jjh, nyc, nych, nyj, nyjh | wijja (ဝိဇ္ဇာ), che significa "conoscenza".                                 |
| T       | ဋ္ဋ, ဋ္ဌ, ဍ္ဍ, ဍ္ဎ, ဏ္ဋ, ဏ္ဍ             | tt, tth, dd, ddh, nt, nd               | kanta (ကဏ္ဍ), che significa "sezione".                                    |
| T       | တ္တ, တ္ထ, ဒ္ဒ, ဒ္ဓ, န္တ, န္ထ, န္ဒ, န္ဓ, န္န | tt, tth, dd, ddh, nt, nth, nd, ndh, nn | manta. le: (မန္တလေး), Mandalay, una città della Birmania.                   |
| P       | ပ္ပ, ပ္ဖ, ဗ္ဗ, ဗ္ဘ, မ္ပ, မ္ဗ, မ္ဘ, မ္မ,    | pp, pph, bb, bbh, mp, mb, mbh, mm      | kambha (ကမ္ဘာ), che significa "mondo".                                     |
| (other) | ဿ, လ္လ, ဠ္ဠ                          | ss, ll, ll                             | pissa (ပိဿာ), che significa viss, un'unità di misura tradizionale birmana. |

Le consonanti aggregate sono nella maggior parte dei casi usate solo in parole derivate da lingue come il pali, il sanscrito e occasionalmente l'inglese. Per esempio, la parola birmana per "carta" (derivata dal pali) è scritta စက္ကူ, e non *စက်ကူ, sebbene entrambe si leggano allo stesso modo. Non si ritrovano in parole originariamente birmane eccetto che per scopi di abbreviazione. Per esempio, la parola birmana သမီး "figlia" è talvolta abbreviata come သ္မီး, anche se il carattere consonantico aggregato non appartenga alla stessa colonna e una vocale sia pronunciata tra le due. Allo stesso modo, လက်ဖက် "tè" è normalmente abbreviata come လ္ဘက်.

## Cifre
Il birmano usa un sistema di numerazione decimale; i numeri sono scritti nello stesso ordine del sistema di numerazione indo-arabo.
Le cifre da zero a nove sono: ၀၁၂၃၄၅၆၇၈၉ (nel sistema Unicode sono nell'intervallo da 1040 da 1049). Ad esempio, il numero 1945 è scritto ၁၉၄၅. I separatori decimali, come ad esempio le virgole, non sono utilizzati.

## Punteggiatura
Ci sono due segni di interpunzione del testo in birmano, e sono formati da uno o due barre verticali disegnate dall'alto verso il basso:  ၊ (chiamato ပုဒ်ဖြတ်, ပုဒ်ကလေး, ပုဒ်ထီး, oppure တစ်ချောင်းပုဒ်) e ။ (chiamato ပုဒ်ကြီး, ပုဒ်မ, oppure နှစ်ချောင်းပုဒ်), i quali rispettivamente si comportano come una virgola e un punto fermo. C'è anche un segno di esclamazione shan ႟. Altre abbreviazioni usate nel birmano colto e letterario sono:
- ၏ — usato come punto fermo se la frase finisce con un verbo.
- ၍ — usato come congiunzione.
- ၌ — locativo ("in").
- ၎င်း — usato in colonne e liste

### Font che supportano i caratteri birmani
- Wikipedia in birmano: Pagina dei font
- Burmese Unicode & NLP Research Centre. URL consultato il 16 settembre 2019 (archiviato dall'url originale il 9 febbraio 2006).
- Parabaik Myanmar Unicode Project GPLed and OFLed. URL consultato il 16 settembre 2019 (archiviato dall'url originale il 9 febbraio 2008).
- Dizionario birmano online con download. URL consultato il 16 settembre 2019 (archiviato dall'url originale il 10 agosto 2011).
- Download KaNaungConverter_Window_Build200508.zip from the Kanaung project page and Unzip.  Ka Naung Converter Engine.
- https://symbl.cc/en/unicode/blocks/myanmar/
- Padauk. - Font Unicode birmano gratuito distribuito da SIL International
- U.N.O.B. USA. ha link di download separati del font Zawgyi per i sistemi operativi Windows, MAC-Apple e iPhone/iPad.

### Convertitore di font
- A Guide to Using Myanmar Unicode: Convert from old Myanmar fonts to Unicode. URL consultato il 28 aprile 2020 (archiviato dall'url originale il 9 gennaio 2019).

| Controllo di autorità | GND (DE) 4596200-5 |